# Rotary Air Force RAF 2000
Rotary Air Force RAF 2000 — лёгкий многоцелевой автожир.
Разработан канадским конструктором Bernard J. Haseloh. Автожир совершил первый полет в 1996 году. Каркас собран из алюминиевых труб. Обшивка выполнена из пластика. Аппарат является двухместным. Вследствие неразвитости горизонтального оперения полёт на нём не безопасен. Имеет 3 модификации. Построено около 500 к концу 2002 года. Стоимость: от 20615 долл. США до US $ 25500, на 2003 год.

## Характеристики
- Длина: 13,6 фута в (4.15 м)
- Ширина: 5.0 футов в (1.53 м)
- Высота : 8.5 футов в (2.59 м)
- Пустой вес: 790 фунтов (358 кг)
- Общий вес: 1540 фунтов (698 кг)
- Силовая установка: 1 × Subaru опозитный четырёх цилиндровый , 130 л. с. (97 кВт)
- Максимальная скорость: 120 миль / ч (194 км / ч)
- Крейсерская скорость: 80 миль / ч (130 км / ч)
- Автономность: 4.6 часов
- Скорость подъёма: 1200 футов / мин (6,1 м / сек)